# 엘라카토트릭스과
엘라카토트릭스과(Elakatotrichaceae)는 클레브소르미디움목에 속하는 윤조식물 녹조류과의 하나이다. 2개 속에 16종을 포함하고 있다.

## 하위 속
- 클로스테리오스피라속 (Closteriospira) - 유일종 C. lemanensis
- 엘라카토트릭스속 (Elakatothrix) - 15종 포함.